# География Маршалловых Островов

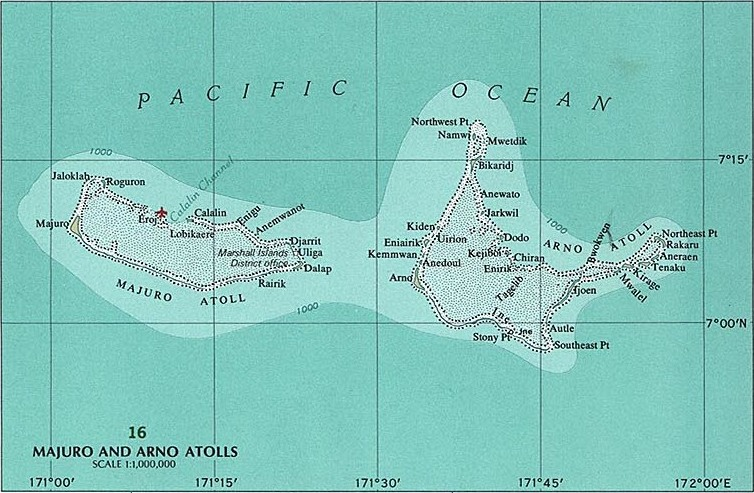
Атоллы Маджуро и Арно

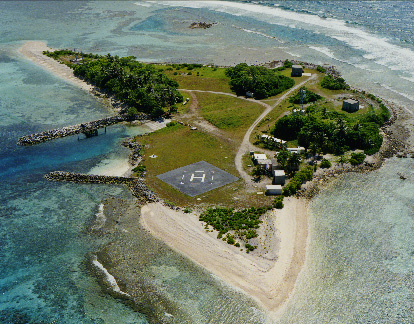
Остров Омелек

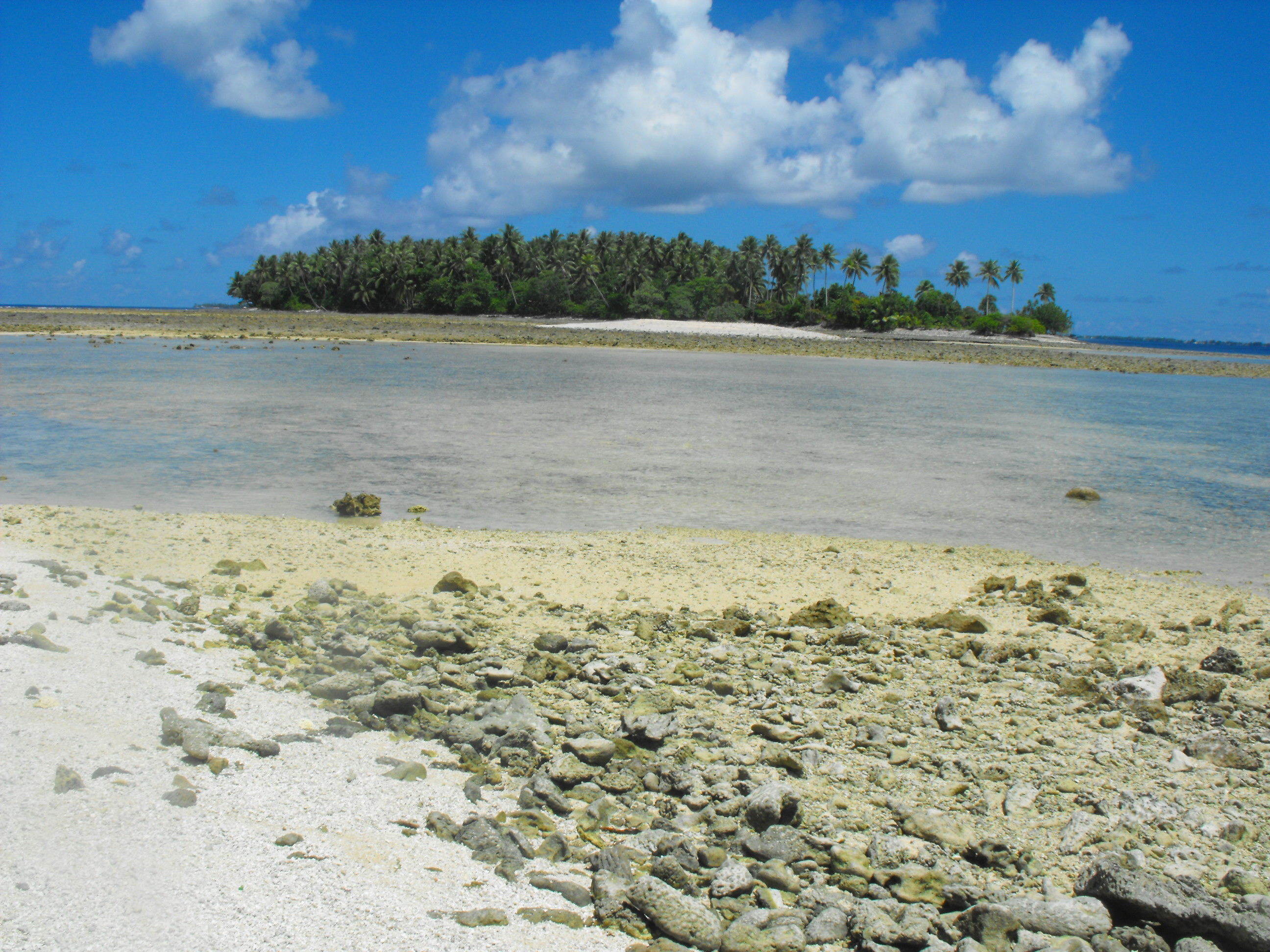
Изображение острова Бикрин, атолла Маджуро

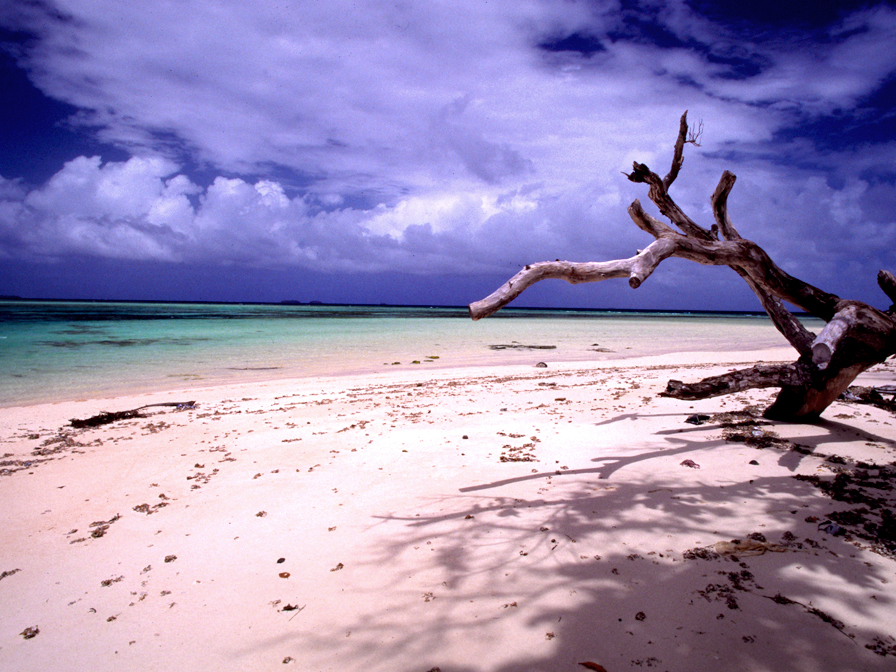
Пляж одного из атоллов страны

Маршалловы Острова образуют около 1225 островков и островов, разбросанных по центральной части Тихого океана в Микронезии на площади более одного миллиона квадратных километров. Государство состоит из 29 атоллов и 5 изолированных островов, а общая площадь земли составляет всего 181 км². Атоллы и острова образуют две основные группы: цепь Ратак и цепь Ралик. Две трети населения острова проживают на двух крупнейших островах: Маджуро, на котором расположена одноимённая столица, и Кваджалейн, который имеет американскую военную базу и перенаселённый город Эбейе.

## География
См. также Список Маршалловых островов
Микронезийское государство Маршалловы Острова представляет скопление из атоллов и островов, расположенных в Тихом океане немного севернее экватора. Столица страны, город Маджуро, расположен в 3438 км к западу от города Гонолулу, административного центра американского штата Гавайи, в 3701 км к юго-востоку от Токио, столицы Японии, и в 3241 км к юго-востоку от города Сайпан, столицы Северных Марианских Островов. Ближайшие архипелаги — Каролинские острова, принадлежащие Федеративным Штатам Микронезии и расположенные к юго-западу от Маршалловых островов, и острова Гилберта, лежащие к юго-востоку и принадлежащие Республике Кирибати.
Площадь суши Маршалловых Островов составляет всего 181,3 км², площадь территории, занятой лагунами, — 11 673 км², длина береговой линии — 370,4 км, средняя высота — 2 м над уровнем моря. Наивысшей точкой является неназванный холм на атолле Ликип, высотой 10 м над уровнем моря. Страна имеет в общей сложности около 1225 островов и островков, 29 атоллов и 5 отдалённых островов, которые разделены на две группы: 15 атоллов и 3 острова (Либ, Джабат и Кили) в цепи Ралик (в переводе с маршалльского языка «закат») и 14 атоллов с 2 островами (Меджит и Джемо) в цепи Ратак (или Радак; в переводе с маршалльского языка «восход»). Обе цепи находятся примерно в 250 км друг от друга и тянутся с северо-запада на юго-восток примерно на 1200 км. Крупнейшие острова: Кваджалейн, Джалуит, Эниветок и Маджуро. Наиболее важными островами являются атоллы Кваджалейн и Маджуро. Крупнейший остров Республики Маршалловы Островов, Кваджалейн, одновременно является атоллом с крупнейшей лагуной в мире. Несмотря на то, что площадь его суши всего 16,32 км² (или 6,3 кв. мили), площадь лагуны составляет 2174 км² (или 839,3 кв. мили). Все острова низменны, а атоллы состоят из большого количества моту, общая численность которых в стране превышает 1100.
Более двадцати атоллов обитаемы — Бокак, Бикар, Така, Джемо, Эрикуб и др.(цепь Ратак), в то время как Айлинги и Ронгерик (цепь Ралик) необитаемы .
Территориальные воды простираются на расстояние 12 морских миль, а исключительная экономическая зона составляет 200 морских миль . Страна имеет морские границы с Кирибати и Микронезией.

### Крайние точки
- Северная точка — атолл Бокак
- Восточная точка — атолл Нокс
- Южная точка — атолл Эбон
- Западная точка — атолл Уджеланг

### Крайние высоты
- Высшая точка — неназванное место на Ликипе (10 метров над уровнем моря)
- Низшая точка — Тихий океан (0 метров)

## Геология
Маршалловы острова имеют коралловое происхождение, построены из рифовых отложений, таких как рифовые известняки и кораллы — они имеют форму атоллов, состоящих из лагуны, окружённой островками . Весь архипелаг покоится на подводном вулканическом валу. Острова крайне низменны, равнинны, где средняя высота не превышает нескольких метров над уровнем моря. Однотипность ландшафта разнообразна дюнами.
Двадцать девять из тридцати четырёх островов Республики Маршалловы Острова — атоллы (остальные острова представляют собой поднятые атоллы). Согласно теории Чарлза Дарвина, формирование атоллов происходило в результате погружения вулканических островов, у поверхности которых постепенно росли кораллы. Происходило формирование окаймляющего рифа, а впоследствии и барьерного, который постепенно надстраивался кораллами. В результате возникала суша атолла. Рост кораллов и водорослей шёл наиболее активно в районах рифа, обращённых к океану, в результате эти внешние края рифа поспевали за оседанием вулканического острова. Внутренние же районы острова наоборот погружались под воду. Впоследствии в этих местах произошло формирование мелководных лагун.
На поверхности рифов постепенно накапливался песок, который формировался под воздействием волн и течений, особенно во время сильных приливов и отливов. В приливной же зоне пляжа образовывалась береговая порода, внешний наклонный пласт из камней. В результате у наземных растений появлялась опора, на которой они могли бы расти. На острове же формировалось стойкая к высокому содержанию солей в почве растительность, которая своими корнями скрепляла различные осадочные породы и препятствовала водной и ветряной эрозии. Так формировались песчаные островки, или моту, атолла.
Поднятый атолл представляет собой поднятый вулканический остров, образовавшийся в результате подъёма коралловой платформы, или макатеа, которая окружает вулканическое плато в центре острова.
Полезные ископаемые, выработки которых можно было бы осуществлять в промышленных размерах, на поверхности и в недрах Маршалловых островов отсутствуют. Однако в ходе предварительных исследований на некоторых островах были найдены фосфориты и фосфатные отложения , а в пределах территориальных вод страны — скопления железомарганцевых конкреций, а также кобальта. Однако в настоящий момент каких-либо разработок не ведётся.

## Климат

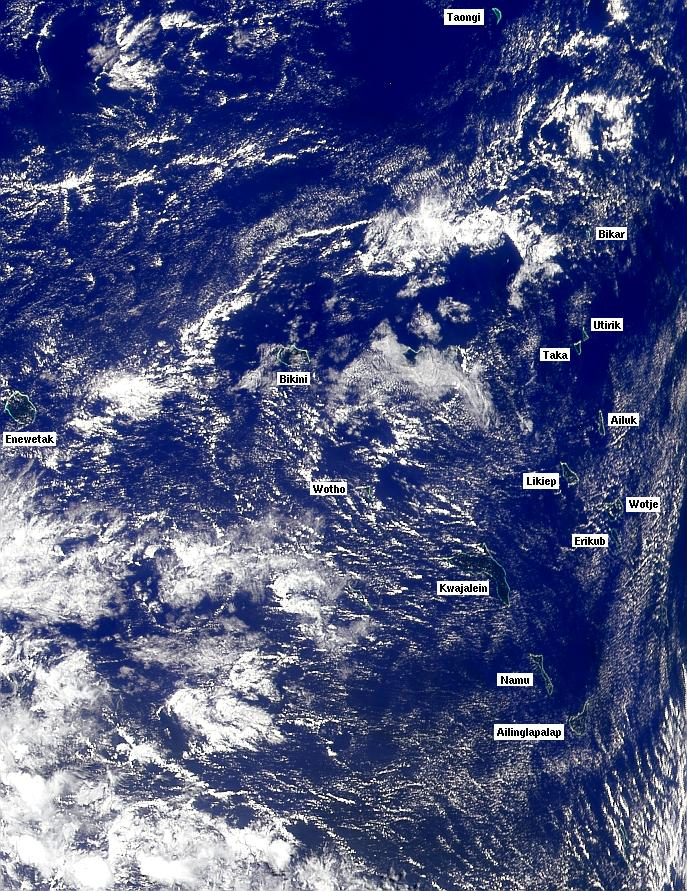
Снимок Маршалловых Островов с космического спутника. март 1999 г.

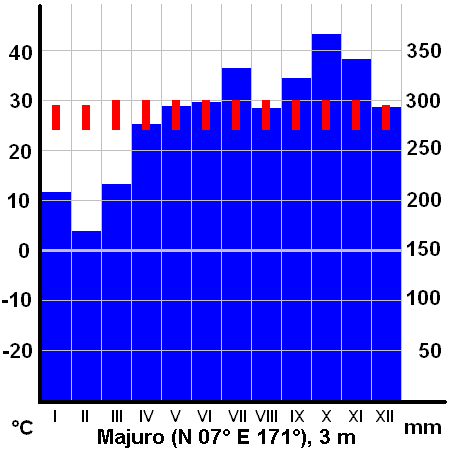
Среднемесячная температура (красный) и количество осадков (синий) на острове Маджуро

Отличительной особенностью регионального климата Маршалловых Островов является изменение климатических условий с севера на юг, в том числе увеличение в этом направлении количества осадков. На северных островах страны климат тропический, полузасушливый. Например, на самом северном атолле Маршалловых Островов, Бокаке, он практически полупустынный, хотя количество осадков, выпадающих на нём, близко к показателям западных прерий США. Это обусловлено несколькими факторами: пористостью почв, солевыми туманами и солёными грунтовыми водами. Количество осадков на Маршалловых Островах увеличивается по мере движения на юг и достигает своего максимума на атолле Эбон, самом южном острове страны, расположенном в экваториальном поясе.
Другой важной климатической особенностью местного климата является расположение Маршалловых Островов в зоне северо-восточных пассатов. В течение большей части года на островах преобладают ветра, дующие с северо-востока. Они отличаются высокой влажностью. На всех островах, кроме самых северных, часто случаются ливни.
Маршалловы Острова лежат вблизи экватора и находятся в зоне влажного экваториального климата с влиянием пассатов . Только северные атоллы находятся в субэкваториальной климатической зоне. Температура на всех островах высокая, типичная для экваториального климата. Среднемесячная температура составляет 27-28 °C . Температурный режим на архипелаге в течение года остаётся постоянным. Разница между самым холодным и самым тёплым месяцем составляет 1-2 °C. Самые низкие ночные температуры обычно на 2-4 °C выше самой низкой дневной температуры. Среднегодовая температура на Маршалловых Островах составляет 27,3 °C. Суточная и годовая разница температур невелика и обычно не превышает 5 °C. Этот факт также относится к островам, наиболее удалённым от экватора. На распределение температуры влияют океан и теплые морские течения.
Высокий уровень осадков. Самые высокие значения зарегистрированы на атоллах, ближайших к экватору, где годовое количество осадков достигает 4500 мм. Наибольшее количество осадков выпадает в летние месяцы. Наименьшее количество осадков наблюдается на северных островах, где общее годовое количество осадков в составляет 1500—2000 мм (максимум с июля по октябрь-ноябрь). Ежемесячный уровень осадков на Маршалловых Островах составляет около 300—380 мм. На северных островах страны ежегодно выпадает от 1000 до 1750 мм осадков, на южных — 3000-4300 мм. На северных островах самые сильные дожди случаются с сентября по ноябрь, на южных же они выпадают круглый год. Несколько атоллов на севере не заселены из-за нехватки питьевой воды.
Для архипелага типичны, хотя и редки, тропические штормы и ураганы, или тайфуны, в период которых наблюдается выпадение большого количества осадков, сильные ветра, ломающие деревья и разрушающие дома, а также высокие волны, которые угрожают смыть низменные островки. Случаются засухи. Причиной климатических катаклизмов чаще всего является Эль-Ниньо.
| Показатель                              | Янв.  | Фев.  | Март  | Апр.  | Май   | Июнь  | Июль  | Авг.  | Сен.  | Окт.  | Нояб. | Дек.  | Год    |
| --------------------------------------- | ----- | ----- | ----- | ----- | ----- | ----- | ----- | ----- | ----- | ----- | ----- | ----- | ------ |
| Абсолютный максимум, °C                 | 29,4  | 29,7  | 29,8  | 29,8  | 29,9  | 29,9  | 29,8  | 30,1  | 30,2  | 30,2  | 30,0  | 29,6  | 30,2   |
| Средняя температура, °C                 | 27,1  | 27,3  | 27,3  | 27,3  | 27,3  | 27,3  | 27,2  | 27,4  | 27,4  | 27,4  | 27,3  | 27,1  | 27,3   |
| Абсолютный минимум, °C                  | 24,7  | 24,8  | 24,8  | 24,7  | 24,8  | 24,6  | 24,5  | 24,6  | 24,6  | 24,6  | 24,6  | 24,6  | 24,5   |
| Среднее число солнечных часов в месяц   | 224,4 | 218,6 | 252,8 | 219,4 | 224,8 | 210,8 | 217,0 | 232,2 | 217,8 | 205,4 | 191,4 | 197,4 | 2612,0 |
| Среднее число дней с осадками           | 14    | 12    | 15    | 17    | 20    | 21    | 21    | 21    | 20    | 21    | 20    | 19    | 221    |
| Норма осадков, мм                       | 214   | 156   | 210   | 261   | 284   | 294   | 330   | 293   | 316   | 352   | 325   | 301   | 3336   |
| Средняя влажность, %                    | 78    | 77    | 79    | 81    | 82    | 81    | 81    | 79    | 79    | 79    | 80    | 80    | 80     |
| Источник: wetterkontor.de, 20 июня 2017 |       |       |       |       |       |       |       |       |       |       |       |       |        |

## Почвы и гидрология
Почвы Маршалловых Островов — высоко щелочные, песчаные, не очень плодородные , кораллового происхождения (в основном белый или розовый коралловый песок), весьма бедные. Обычно они пористые, из-за чего очень плохо задерживают влагу. Также местные почвы содержат очень мало органических и минеральных веществ за исключением кальция.
Постоянные водоёмы с пресной водой — большая редкость для Маршалловых Островов. Проточная вода на островах полностью отсутствуют; небольшие потоки воды образуются только после сильных дождей. Грунтовые воды встречаются практически на всех атоллах, кроме самых северных, где климат наиболее засушливый. Просачивающаяся сквозь пористую почву, дождевая вода образует линзу слегка солоноватой воды. Добраться до неё можно, выкопав колодец. Из-за незначительного поступления воды в эти линзы и продолжительных приливных флуктуаций линзы относительно тонкие, как и зона смешения пресной и морской воды. На некоторых атоллах страны, где климат наиболее влажный, встречаются небольшие, в основном солоноватые, пруды, которые образовались в результате изоляции отдельного участка лагуны и постоянного смешения лагунной солёной воды с пресной дождевой. Один из пресноводных водоёмов, озеро Либ существует на одноимённом острове в цепи Ралик.

## Флора и фауна
Лишь на нескольких необитаемых островах архипелага сохранились леса, в которых произрастает типичная для атоллов растительность. На остальных островные экосистемы претерпели значительные изменения под воздействием антропогенного фактора: большая часть местной флоры была уничтожена, а вместо коренных растений были высажены плантации кокосовой пальмы и хлебного дерева. Другие атоллы пострадали от военных действий: с 1946 по 1960-е года на Бикини и Эниветоке американцами проводились испытания ядерного оружия. В 1954 году на атолле Бикини США под кодовым названием «Браво» испытали свою первую водородную бомбу. Взрыв по своей мощи в 1000 раз превысил взрыв в Хиросиме, а радиоактивные осадки от него выпали на соседние острова. Ядерные испытания нанесли огромный ущерб экосистемам островов.
В последние годы местной флоре и фауне угрожает повышение уровня Мирового океана, вызванного глобальным потеплением. Оно ведёт к загрязнению грунтовых вод, отступлению суши перед океаном.
На Маршалловых островах произрастает 80 видов растений, из которых один вид эндемичен для архипелага, а два — для Микронезии. Самым распространённым видом является кокосовая пальма, которая покрывает примерно 60 % суши архипелага. Это растение играет ключевую роль в жизни островитян: оно является, с одной стороны, источником древесины, с другой стороны, составляет основу рациона маршалльцев. Из маслянистого эндосперма орехов производят копру, которая составляет основу экспорта страны. Среди других важных для местных жителей растений встречаются панданусы, хлебное дерево, таро и бананы. В островных лесах в основном произрастают пизонии, турнефорции. Встречаются мангровые заросли.
Маршалловы острова имеют пышную тропическую растительность, включая тропические леса, которые покрывают около 22 % территории страны. Кокосовые пальмы покрывают 60 % поверхности островов, здесь также встречаются хлебные деревья и панданы.
Острова окружены коралловыми рифами, которые характеризуются высоким видовым разнообразием — на атолле Арно 180 видов, на атолле Маджуро 156.
Животный мир беден и ограничен в основном морскими и водными видами. На островах обитает несколько видов рептилий, в том числе пять видов морских черепах и амфибий, семь видов ящериц и один вид сколекофидий. Богатый мир морских животных представлен около 250 видами рыб и 27 видами морских млекопитающих, которые включают дельфинов и морских свиней. На островах насчитывается 70 видов птиц, из которых 31 морская птица  . Единственное наземное млекопитающее (кроме людей и домашней фауны) на островах — полинезийская крыса. Пять видов животных, найденных в водах вокруг островов, находятся под угрозой исчезновения: синий кит, кашалот, Ducula oceanica, кожистая черепаха и бисса. Ptilinopus porphyraceus и Gallirallus wakensis считаются вымершими
В стране нет заповедников или охраняемых территорий.